# Chabua
Chabua è una suddivisione dell'India, classificata come town committee, di 7.230 abitanti, situata nel distretto di Dibrugarh, nello stato federato dell'Assam. In base al numero di abitanti la città rientra nella classe V (da 5.000 a 9.999 persone).

## Geografia fisica
La città è situata a 27° 28' 60 N e 95° 10' 60 E e ha un'altitudine di 105 m s.l.m..

## Società

### Evoluzione demografica
Al censimento del 2001 la popolazione di Chabua assommava a 7.230 persone, delle quali 3.898 maschi e 3.332 femmine. I bambini di età inferiore o uguale ai sei anni assommavano a 805, dei quali 433 maschi e 372 femmine. Infine, coloro che erano in grado di saper almeno leggere e scrivere erano 5.619, dei quali 3.224 maschi e 2.395 femmine.